# Ciranda Tradicional
Grêmio Recreativo Folclórico Ciranda Tradicional ou simplesmente Tradicional (também por vezes chamada de Ciranda Tradicional) é uma agremiação cultural da cidade de Manacapuru, no estado do Amazonas, que participa do Festival de Cirandas de Manacapuru.

## História
A Tradicional se originou na Escola Estadual José Seffair, no bairro da Terra Preta, em Manacapuru. Possui uma torcida organizada, a "Torcida Organizada da Tradicional" e sua torcida em geral é chamada de "etnia". 